# 大伊蘇里耶夫斯科耶湖
57°15′47″N 30°16′53″E / 57.26306°N 30.28139°E
大伊蘇里耶夫斯科耶湖（俄语：Большое Исурьевское），是俄羅斯的湖泊，位於該國西北部，由普斯科夫州負責管轄，處於別扎尼齊區，面積2.3平方公里，集水區面積50.5平方公里，平均水深2.7米，最大水深4.5米。